# ФК Порто
ФК Порто (порт. Futebol Clube do Porto) је португалски професионални фудбалски клуб из Порта. Основан је 28. септембра 1893. године, а тренутно се такмичи се у Првој португалској лиги.
ФК Порто је део велике тројке (Três Grandes) португалског фудбала, заједно са Бенфиком и Спортингом, та два клуба су највећи Портови ривали. Порто је са седам освојених трофеја најуспешнији португалски фудбалски клуб у међународним такмичењима рачунајући две титуле првака Европе, два трофеја лиге Европе, један суперкуп Европе и два трофеја интерконтиненталног купа. Уз то плаво—бели су освојили и два трофеја иберијског купа али то такмичење је незваничног карактера па се не рачуна у укупан број освојених трофеја. На вечној листи свих португалских клубова Порто се по укупном броју трофеја (86) налази на другом месту иза Бенфике (87), а испред Спортинга (57).
Навијачи клуба се називају Портисти, од 2003. године Порто своје утакмице као домаћин игра на стадиону Драгао. Порто се налази на другом месту по броју наступа у групној фази УЕФА Лиге шампиона (укупно 23), а испред њега су само шпански великани Барселона и Реал Мадрид (по 24). На крају такмичарске сезоне 2018/19. Порто је заузео 10. место у рангу УЕФА клубова.

## Историја

### Клупска историја
Клуб је основан 28. септембра 1893. године Клуб је основао португалски трговац вина Антонио Николау који је био инспирисан посетом Енглеске и одлучио је да оснује фудбалски клуб Порто. Антонијев ентузијазам и ангажман у клубу је ослабио због притиска породице, Порто је убрзо престао са такмичењем да би га Жозе Монтеиро поново активирао 1906. године. Прва титула стигла је 1935. године када је Порто завршио први са два бода предности у односу на Спортинг. Клуб је такође промовисао и друге спортове гимнастику, дизање тегова, атлетику и пливање. Клуб је одиграо прву утакмицу против иностраног клуба, домаћина шпанске екипе Реал Фортуна 15. децембра 1907. године. Сезона 1921—22 је обележена због првог националног такмичења, турнир је организован од стране националне федерације, овај нокаут турнир је окупио победнике регионалних првенстава да би одредио шампиона Португалије. Порто је четири пута узастопно освојио регионалну титулу, Порто је победио Спортинг у финалу турнира Португалије и тако је постао први државни првак.
Порто је прошао и мрачан период у својој историји, највиша тачка тог периода била је освајање португалског купа 1968. године. Порто је постигао најлошије резултате у лиги и завршио је на деветом месту. Један од најтрагичнијих тренутака клуба догодио се 16. децембра 1973. године, када је за време лигашке утакмице против Виторије Сетубал 26-годишњи капитен Павао пао без свести на терену и касније умро у болници.

## Међународна афирмација

### Међународна такмичења
Повратак некадашњег играча Порта и главног тренера Жозе Мариа Педрото касних 60-их година, у сезони 1976—77 покренуо је ново поглавље у историји клуба. Одговоран за тријумф купа 1968. године. На међународном плану Порто је стигао до четвртфинала Купа победника купова 1977—78, победивши Манчестер Јунајтед, али је наредне сезоне у купу европских шампиона претрпео свој највећи пораз (6:1) од АЕК Атине мада је у реваншу било недовољних 4:1 за "змајеве". Слаба серија наступа у наредној сезони је изазвала поразе у лигашким утакмицама и губитком титуле.

## Највећи успеси

### Национални
- Прва лига Португалије (Primeira Divisão, Primeira Liga, Campeonato Nacional)
  - Првак (30) : 1934/35, 1938/39, 1939/40, 1955/56, 1958/59, 1977/78, 1978/79, 1984/85, 1985/86, 1987/88, 1989/90, 1991/92, 1992/93, 1994/95, 1995/96, 1996/97, 1997/98, 1998/99, 2002/03, 2003/04, 2005/06, 2006/07, 2007/08, 2008/09, 2010/11, 2011/12, 2012/13, 2017/18, 2019/20, 2021/22.
  - Вицепрвак (29) : 1935/36, 1937/38, 1940/41, 1950/51, 1953/54, 1956/57, 1957/58, 1961/62, 1962/63, 1963/64, 1964/65, 1968/69, 1974/75, 1979/80, 1980/81, 1982/83, 1983/84, 1986/87, 1988/89, 1990/91, 1993/94, 1999/00, 2000/01, 2004/05, 2014/15, 2016/17, 2018/19, 2020/21, 2022/23.
- Првенство Португалије [] (Campeonato de Portugal)[1]
  - Првак (4–рекорд) : 1921/22, 1924/25, 1931/32, 1936/37.
  - Вицепрвак (2) : 1923/24, 1930/31.
- Куп Португалије [] (Taça de Portugal)
  - Победник (20) : 1955/56, 1957/58, 1967/68, 1976/77, 1983/84, 1987/88, 1990/91, 1993/94, 1997/98, 1999/00, 2000/01, 2002/03, 2005/06, 2008/09, 2009/10, 2010/11, 2019/20, 2021/22, 2022/23, 2023/24.
  - Финалиста (14) : 1952/53, 1958/59, 1960/61, 1963/64, 1977/78, 1979/80, 1980/81, 1982/83, 1984/85, 1991/92, 2003/04, 2007/08, 2015/16, 2018/19.
- Суперкуп Португалије [] (Supertaça Cândido de Oliveira)
  - Победник (24–рекорд) : 1981, 1983, 1984, 1986, 1990, 1991, 1993, 1994, 1996, 1998, 1999, 2001, 2003, 2004, 2006, 2009, 2010, 2011, 2012, 2013, 2018, 2020, 2022, 2024.
  - Финалиста (10) : 1979, 1985, 1988, 1992, 1995, 1997, 2000, 2007, 2008, 2023.
- Лига куп Португалије [] (Taça da Liga)
  - Победник (1) : 2022/23.
  - Финалиста (4) : 2009/10, 2012/13, 2018/19, 2019/20.

### Међународни
- Куп европских шампиона / Лига шампиона[2] (Liga dos Campeões da UEFA)
  - Победник (2) : 1986/87, 2003/04.
- Куп УЕФА / Лига Европе[3] (Liga Europa da UEFA)
  - Победник (2) : 2002/03, 2010/11.
- Куп победника купова (Taça dos Clubes Vencedores de Taças)
  - Финалиста (1) : 1983/84.
- Суперкуп Европе / УЕФА суперкуп[4] (Supercopa da UEFA)
  - Победник (1) : 1987.
  - Финалиста (3) : 2003, 2004, 2011.
- Интерконтинентални куп (Copa Intercontinental)
  - Победник (2) : 1987, 2004.

### Регионални
- Иберијски куп [][5] (Taça Ibérica)
  - Победник (2–рекорд) : 1935, 2019.[6]
- Првенство округа Порто [] (Campeonato do Porto)
  - Првак (30–рекорд) : 1914/15, 1915/16, 1916/17, 1918/19, 1919/20, 1920/21, 1921/22, 1922/23, 1923/24, 1924/25, 1925/26, 1926/27, 1927/28, 1928/29, 1929/30, 1930/31, 1931/32, 1932/33, 1933/34, 1934/35, 1935/36, 1936/37, 1937/38, 1938/39, 1940/41, 1942/43, 1943/44, 1944/45, 1945/46, 1946/47.
  - Вицепрвак (1) : 1913/14.
- Куп части Порта / Куп ФС округа Порто [] (Taça de Honra / Associação de Futebol do Porto)
  - Победник (14–рекорд) : 1915/16, 1916/17, 1947/48, 1956/57, 1957/58, 1959/60, 1960/61, 1961/62, 1962/63, 1963/64, 1964/65, 1965/66, 1980/81, 1983/84.
- Куп Жозе Монтеиро да Кошта [] (José Monteiro da Costa Cup)
  - Победник (5–рекорд) : 1911, 1912, 1914, 1915, 1916.
  - Финалиста (1) : 1913.
- Куп северне уније (Taça União do Norte)
  - Победник (1) : 1912/13.
- Трофеј века [] (Troféu O Século)
  - Победник (1) : 1939.
- Куп севера Португалије [] (Taça do Norte de Portugal)
  - Победник (3) : 1967/68, 1970/71, 1971/72.
- Трофеј муниципалитета Мелгасо [] (Troféu do Município de Melgaço)
  - Победник (1) : 2001.
- Куп банке Еспирито Санто–БЕС [] (Copa BES)[7]
  - Победник (5) : 2003/04, 2004/05, 2006/07, 2007/08, 2008/09.
- Трофеј града Гимараиса [] (Troféu Cidade de Guimarães)
  - Победник (2) : 2016, 2017.

## Сва финала међународних купова за Порто
Куп европских шампиона / Лига шампиона
| 1986/87. | Порто | 2–1 | Бајерн Минхен |
| 2003/04. | Порто | 3–0 | Монако        |

Куп победника купова
| 1983/84. | Јувентус | 2–1 | Порто |

Куп УЕФА / Лига Европе
| 2002/03. | Порто | 3–2 | Селтик |
| 2010/11. | Порто | 1–0 | Брага  |

Суперкуп Европе / УЕФА суперкуп
| 1987. | Ајакс     | 0–1, 0–1 | Порто     |
| 2003. | Милан     | 1–0      | Порто     |
| 2004. | Порто     | 1–2      | Валенсија |
| 2011. | Барселона | 2–0      | Порто     |

Интерконтинентални куп
| 1987. | Порто | 2–1       | Пењарол     |
| 2004. | Порто | 0–0 (8–7) | Онсе Калдас |

## Највећи успеси ФК Порто Б

### Национални
- Друга лига Португалије [] (Segunda Liga)
  - Првак (1) : 2015/16.
  - Вицепрвак (1) : 2013/14.
- Првенство резервних тимова Португалије [] (Liga Intercalar)
  - Првак (1) : 2008/09.

### Међународни
- Међународни куп Премијер лиге [] (Copa Internacional de Premier League)
  - Победник (2) : 2016/17, 2017/18.
  - Финалиста (1) : 2014/15.
- ВФФ куп [] (Copa de Federação de Futebol do Vietnã)
  - Победник (1) : 2004.

## Највећи успеси младог тима ФК Порто

### Национални
- Прва јуниорска лига Португалије [] (Campeonato Português Juniores de Futebol)
  - Првак (23) : 1952/53, 1963/64, 1965/66, 1968/69, 1970/71, 1972/73, 1978/79, 1979/80, 1980/81, 1981/82, 1983/84, 1985/86, 1986/87, 1989/90, 1992/93, 1993/94, 1997/98, 2000/01, 2006/07, 2010/11, 2014/15, 2015/16, 2018/19.

### Међународни
- УЕФА Лига младих[10]  (Liga Jovem da UEFA)
  - Победник (1) : 2018/19.
- ФИФА куп младих [] (Blue Stars/FIFA Youth Cup)
  - Победник (1) : 2011.
- Међународни турнир до 19 – Белинцона
  - Победник (2) : 1993, 2005.

## Стадион

### Терени клуба
Први терен клуба био је Кампо да Раиња (Kрaљичин терен) отворен 1906. године на утакмици против Боависте. Земљиште је имало капацитет за 600 људи, укључујући ВИП трибину, теретану, свлачионице и бар. До 1911. године Краљичин терен је постао премален за посећеност, Краљичин терен је био у власништву градског хортикултурног друштва. Клуб је 1911. године обавештен да терен треба да се прода за изградњу фабрике, клуб је тражио ново земљиште и изнајмио је терен у близини Констатуционе улице за годишњу накнаду од 350 долара. Такође ни овај терен није имао довољно капацитета за све већу публику која је долазила на утакмице.
Године 1933. Порто је одобрио план за изградњу новог стадиона који би одговарао захтевима већег броја посетилаца, али је пројекат кренуо напред са куповином 48.000 квадратних метара земљишта на источној страни града.Стадион су дизајнирали португалске архитекте Олдемир Царнеро и Ариес де сеа, изградња стадиона је позната као стадион Антас. Стадион је отворен 28. маја 1952. године. Почетни распоред стадиона имао је отворени источни сектор, који је затворен 1976. године изградњом двослојног штанда који је повећао капацитет на 70.000. Године 1986. завршени су радови на снижавању терена и изградњу додатног слоја на месту атлетике и бициклистичке стазе.
Додељивање права на УЕФА Еуро 2004 Португалу 1999. године, била је савршена прилика за Порто да се пресели у модернији, функционалнији и комфорнији стадион, у складу са захтевима високог међународног фудбала. Клуб је одлучио да изгради потпуно нови терен и изабрао локацију која се налази неколико стотина метара југоисточно од Естадио дас Антас.
Пројекат је наручен португалском архитекти Мануелу Салгаду, а изградња је трајала две године по цени од 98 милиона евра. Највећи број званичних мечева забележен је 21. априла 2004. године, када је 50.818 људи гледало да је Порто одиграо против Депортиво Ла Коруње без голова, за први део полуфинала УЕФА лиге шампиона 2003/04. Из безбедносних разлога, његов тренутни капацитет је ограничен на 50,431.
Своје домаће утакмице Порто игра на стадиону Драгао (срп. Стадион Змаја) у Порту. Стадион је саграђен као замена старом Портовом стадиону Антас и као место одржавања утакмица Европског првенства 2004., а свечано је отворен 16. новембра 2003. Капацитет стадиона је 50.399 седећих места.

## Златне године са Жозеом Морињом (2002—2004)
Жозе Морињо је португалски фудбалски тренер и бивши фудбалер, Морињо је прешао у тренерске воде, јер није био задовољан својом играчком каријером. Радио је као помоћни тренер у почетку тренерске каријере, био је тренер у Бенфици и Леирији где је постизао успешне резултате, да би 2002. године дошао у Порто као главни тренер. Жозе је доста тога научио од Бобија Робсона био је његов преводилац, радио је са њим у Спортингу, кад је дошао у Порто убрзо је кренуло освајање трофеја. Освојио је португалску лигу, куп и куп УЕФА 2003. године. Велики успех је постигао наредне 2004. године када је освојио национални суперкуп потом по други пут је освојио првенство, на крају је освојио и најважније такмичење европског фудбала, Лигу шампиона.

## Продаја играча
Од кад је Порто освојио Лигу шампиона у сезони 2003/04. године, клуб је само на продају играча зарадио око 720 милиона евра. Пауло Фереира, Деко, Рикардо Карваљо, Маниш, Нуно Валенте, Дерлеи, Жозе Босингва, Пепе, Андерсон, Рикардо Кварежма, Лучо Гонзалез, Лисандро Лопез, Бруно Алвес, Раул Меирелес, Радамел Фалкао, Халк, Хамес Родригез, Жоао Мотињо, Николас Отаменди, Едер Милитао, Алекс Сандро, Елијаквим Мангала, Хуан Итурбе, Фернандо, Данило, Џексон Мартинез итд, то су све играчи коју су за велике цифре напустили Порто. Порто је постао познат клуб по продаји талентованих играча, од кад су освојили Лигу шампиона. Управа клуба је улагала у скаут службу и показало се као одличан резултат, доводили су играче за мању цифру, да би их продали за много већу цифру.

## Рекорди

### Играчи и њихови рекорди
Бивши одбрамбени играч Жоао Пинто држи рекорд за већину одиграних утакмица на свим такмичењима (587) и примеира лига (407), док је бивши голман Витор Баија имао највише наступа у међународним такмичењима (99), Баија је најзаступљенији играч који је освојио 25 трофеја током каријере у Порту. Португалски нападач Фернандо Гомеш је најбољи стрелац клуба, постигао је највише голова у лиги (288). Рекордни стрелац у европским такмичењима Порта је Радамел Фалкао са 22 постигнута гола.

## Музеј

### Клупски музеј
Музеј фудбалског клуба Порто је отворен 28. септембра 2013. године поводом 120 годишњице клуба. Музеј укључује кафић, клубске трофеје, дресове и простор за привремене изложбе. Музеј заузима површину од 8.000 квадратних метара, у музеју се приказују историјски догађаји и утакмице кроз историју клуба. Музеј обухвата све карактеристике 21. века, компанија ЕДИГМА је развила решења за овај пројекат. У музеју се налазе мулти тач екрани великог формата и мулти тач видео зидови. Музеј је добио годишњу награду за иновације и креативност у мају 2015. године.

## Ривали
Највећи ривали Фудбалском клуба Порта су Бенфика и Спортинг, они произилазе из историјског, политичког, економског и културног сукоба између градова Порта и Лисабона, где су основана два клуба. Овај ривалитет је постао интензивнији током протеклих деценија, посебно откако је Пинто да Коста преузео председничко место Порта 1982. године. За Порто, ривалство са Бенфиком је најјаче и најстраственије, прва утакмица између Бенфике и Порта је одржана 28. априла 1912. године и завршена је победом Бенфике. Прва утакмица између Порта и Спортинга је одржана 30. новембра 1919. године, клуб такође има ривалство са градским ривалом Боавистом.

## Порто канал

### Пренос утакмица
Порто канал је телевизијски канал који је власништву и под контролом управе Порта, који емитује широк, регионални и клупски садржај путем сателита. Програми канала укључују пренос уживо домаћих утакмица првог тима и омладинских фудбалских тимова, канал је основан 2006. године, партнерство са Портом је почело од 2011. године. Од јула 2015. године канал је купљен и интегрисан клубу. Клуб такође издаје званични месечни часопис који објављује чланке и изјаве играча и друге садржаје везане за клуб.

## Порто после одласка Мориња
Успеси које је Морињо донео Порту подигле су репутацију играчима, као што су Деко, Рикардо Карваљо и Пауло Фереира. Следећа сезона Порта је била катастрофална, Порто је у току једне сезоне променио три тренера: Луиђија дел Нерија, Виктора Фернандеза и Жозеа Кушеира. Под фернандезом Порто је освојио интерконтинентални куп, али је изгубио Суперкуп УЕФА 2004. године од Валенсије и прерано је био елиминисан у купу Португалије. Порто је изгубио титулу од Бенфике за три поена разлике, током овог периода Порто је био умешан у корупцијски скандал Апито Доурадо. 2005-2006. године Порто је ангажовао холандског тренера Ко Адриансеа да реорганизује тим и врати клуб на врх португалског фудбала.Његова тактичка дисциплина и довођење нових играча довели су клуб не само да поново освоји лигу, већ и да освоје куп Португалије. Међутим домаћи успех није прешао у Лиги шампиона, пошто је Порто завршио на дну своје групе.

## Тренутни састав
Од 17. августа 2025.
| Бр. |             | Позиција | Играч           |
| --- | ----------- | -------- | --------------- |
| 3   | Португалија | О        | Зе Педро        |
| 5   | Пољска      | О        | Јан Беднарек    |
| 6   | Канада      | С        | Стивен Еустакио |
| 7   | Бразил      | Н        | Вилијам Гомеш   |
| 8   | Данска      | С        | Виктор Фрохолт  |
| 9   | Шпанија     | Н        | Саму Омородион  |
| 10  | Шпанија     | С        | Габри Вејга     |
| 11  | Бразил      | Н        | Едуардо Пепе    |
| 12  | Нигерија    | О        | Заиду Сануси    |
| 14  | Португалија | Г        | Клаудио Рамос   |
| 15  | Португалија | С        | Васко Соуса     |
| 16  | Србија      | С        | Марко Грујић    |
| 17  | Шпанија     | Н        | Борха Саинс     |

| Бр. |             | Позиција | Играч                          |
| --- | ----------- | -------- | ------------------------------ |
| 18  | Аргентина   | О        | Нехуен Перез                   |
| 20  | Португалија | О        | Алберто Кошта                  |
| 21  | Хрватска    | О        | Доминик Прпић                  |
| 22  | Аргентина   | С        | Алан Варела (заменик капитена) |
| 24  | Португалија | Г        | Жоао Кошта                     |
| 25  | Аргентина   | С        | Томас Перез                    |
| 26  | Холандија   | Н        | Лук де Јонг                    |
| 27  | Турска      | Н        | Дениз Гул                      |
| 52  | Португалија | О        | Мартим Фернандеш               |
| 74  | Португалија | О        | Франсиско Моура                |
| 77  | Шпанија     | Н        | Иван Хаиме                     |
| 86  | Португалија | С        | Родриго Мора                   |
| 99  | Португалија | Г        | Диого Кошта (капитен)          |

### Остали играчи под уговором
| Бр. |             | Позиција | Играч         |
| --- | ----------- | -------- | ------------- |
| —   | Португалија | О        | Фабио Кардосо |

| Бр. |             | Позиција | Играч        |
| --- | ----------- | -------- | ------------ |
| —   | Португалија | С        | Ромарио Баро |

### Играчи на позајмици
| Бр. |             | Позиција | Играч                                        |
| --- | ----------- | -------- | -------------------------------------------- |
| —   | Португалија | С        | Андре Франко (Чикаго фајер до 30. јуна 2026) |
| —   | Камерун     | Н        | Дени Намасо (Осер до 30. јуна 2026)          |

| Бр. |        | Позиција | Играч                                           |
| --- | ------ | -------- | ----------------------------------------------- |
| —   | Бразил | Н        | Габријел Верон (Жувентуде до 31. децембра 2025) |

## Стручни штаб
| Позиција        | Имена тренера                      |
| --------------- | ---------------------------------- |
| Главни тренер   | Франческо Фариоли                  |
| Помоћни тренери | Дејв Вос Лучо Гонзалез Лино Годињо |
| Тренери голмана | Ињаки Улоа Диого Алмеида           |
| Фитнес тренер   | Калум Волш                         |
| Аналитичар      | Осман Кул                          |
| Клупски доктор  | Нелсон Пуга                        |